# Анекијали II (Кампобасо)
Анекијали II је насеље у Италији у округу Кампобасо, региону Молизе.
Према процени из 2011. у насељу је живело 45 становника. Насеље се налази на надморској висини од 556 м.